# Pietro Corsini
Pour les articles homonymes, voir Corsini et Corsini (homonymie).
Pietro Corsini, né à Florence et mort le 16 août 1403 à Avignon, était un ecclésiastique italien. Il fut évêque de Volterra, puis Florence et enfin élevé au rang de cardinal.

## Biographie

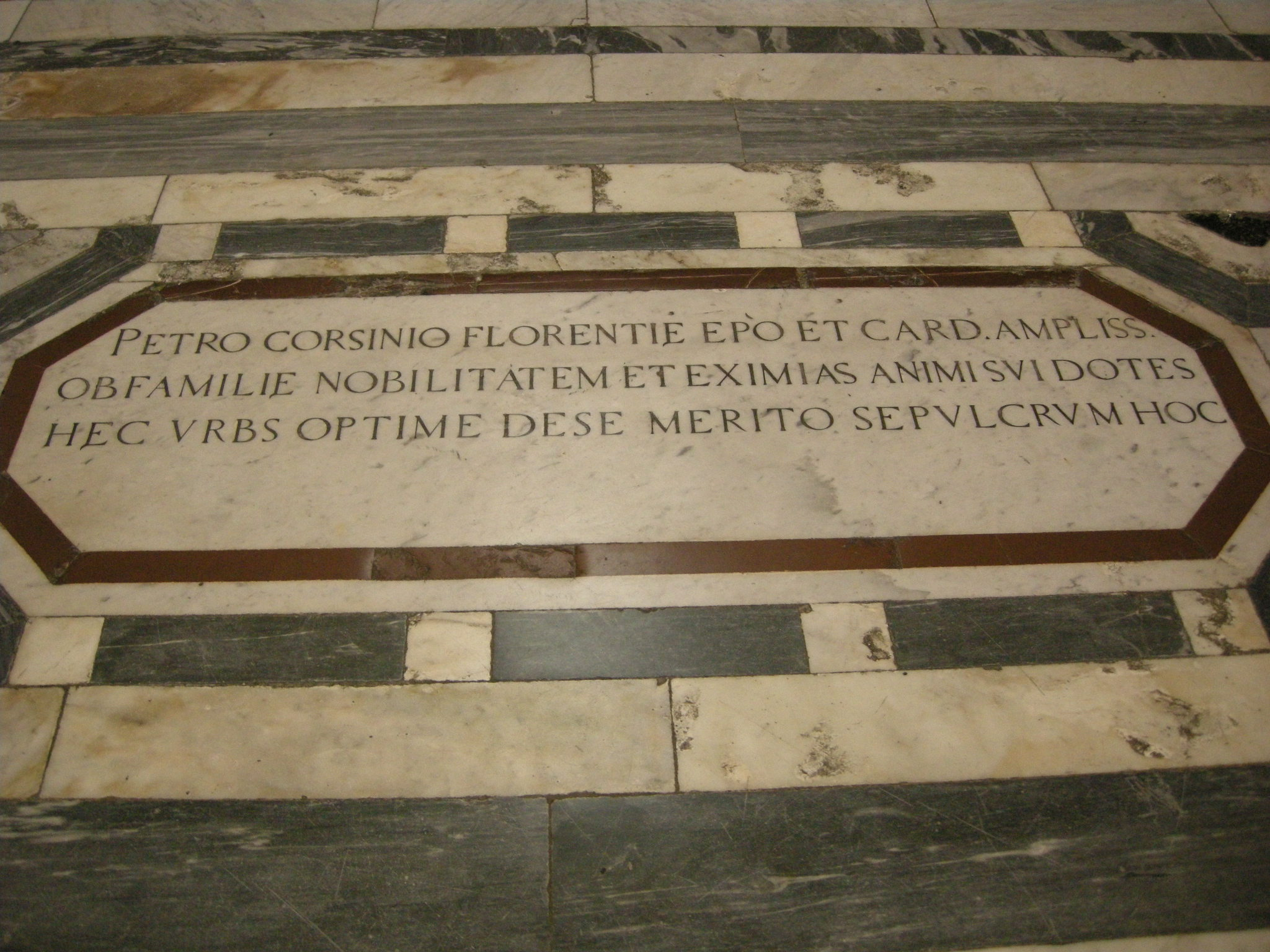
Pierre tombale de Pietro Corsini, à Florence

Pietro est né à Florence dans la noble famille des Corsini, il est ainsi un cousin de saint André Corsini, évêque de Fiesole.
En 1362, il devient évêque en Toscane, à Volterra. Il n'y reste qu'une année, avant d'être consacré évêque de sa ville natale, Florence. 
Le 7 juin 1370, le pape Urbain V créé deux nouveaux cardinaux, peu avant de quitter Rome. L'évêque Pietro Corsini est créé cardinal-évêque de Porto et Sainte-Rufine au titre de Saint-Laurent in Damaso. Quant au français Pierre d'Estaing, il est créé cardinal-prêtre au titre de Sainte-Marie en Transtevere. Il devient cardinal-évêque de Porto et Sainte-Rufine en 1374.
Après de multiples missions diplomatiques durant le Grand Schisme d'Occident, il meurt à Avignon le 16 août 1403.
L'autel de gauche de la chapelle Corsini dans l'église Santa Maria del Carmine de Florence abrite son cénotaphe.